# دوفي كوبز
دوفي كوبز (بالإنجليزية: Duffy Cobbs)‏ هو لاعب كرة قدم أمريكية أمريكي، ولد في 17 يناير 1964 في باد كرويتسناخ في ألمانيا.

## وصلات خارجية
- دوفي كوبز على موقع مرجع كرة القدم المحترفة.كوم (الإنجليزية)